# 코바야시 세이란
코바야시 세이란(小林 星蘭 고바야시 세이란[*], 2004년 9월 25일~ )은 일본의 여자 아역 배우이다.
2009년 칼피스의 CF로 연예계에 데뷔이후 활동 중이다. 2009년 5월에 《사마요이자쿠라》로 텔레비전 드라마에 첫 출연하였다. 2010년 텔레비전 드라마 《8일째 매미》에 출연하였으며,
같은 해 《네가 춤추는 여름》: 으로 영화에 첫 출연하였다. 2012년 8월에는 타니 카논과 함께 음악 그룹 '스타플라워'로 가수 활동을 하였다.

## 출연

### 드라마
- 8일째 매미 (2010년)
- 여름의 사랑은 무지개색으로 빛난다 (2010년) - 키타무라 우미 역
- 내일 또 살아가자 (2010년)
- 이름을 잃어버린 여신 (2011년)
- 주재형사 1 (2018년)
- 감찰의 아사가오 (2019년)
- 주재형사 2 (2020년)

### 애니메이션 더빙
- 여주인님은 초등학생! (2018년) - 옷코 역
- 나의 히어로 아카데미아 4기 (2019년) - 에리 역
- 여름을 향한 터널, 이별의 출구 (2022년) - 토노 카렌 역

### 영화
- 네가 춤추는 여름 (2010년)

### 극장 애니메이션
- 옷코는 초등학생 사장님! (2018년) - 옷코 목소리 역